# خورشیدگرفتگی ۲۲ مه ۲۰۷۷
خورشیدگرفتگی ۲۲ مه ۲۰۷۷ (به انگلیسی: Solar eclipse of May 22, 2077) یک خورشیدگرفتگی از نوع خورشیدگرفتگی کامل است. این خورشیدگرفتگی در تاریخ ۲۲ مه ۲۰۷۷ میلادی (‎۲ خرداد ۱۴۵۶ خورشیدی) روی خواهد داد که زمان اوج آن، ساعت ۲:۴۶:۰۵ به‌وقت ساعت هماهنگ جهانی است. مدت زمان و طول این خورشیدگرفتگی ۲ دقیقه و ۵۴ ثانیه خواهد بود.